# Campeonato Europeo de Patinaje Artístico sobre Hielo de 1934
El XXXII Campeonato Europeo de Patinaje Artístico sobre Hielo se realizó  en enero de 1934 en dos sedes distintas: el torneo masculino en Seefeld (Austria) y los torneos femenino y de parejas en Praga. Fue organizado por la Unión Internacional de Patinaje sobre Hielo (ISU), la Federación Austríaca de Patinaje Artístico sobre Hielo y la Federación Checoslovaca de Patinaje sobre Hielo. En estos campeonatos se permitió la participación de patinadores de América del Norte.

## Resultados

### Masculino
| Puesto | Nombre        | País    | Puntos |
| ------ | ------------- | ------- | ------ |
| Oro    | Karl Schäfer  | Austria |        |
| Plata  | Dénes Pataky  | Hungría |        |
| Bronce | Elemér Terták | Hungría |        |

### Femenino
| Puesto | Nombre             | País           | Puntos |
| ------ | ------------------ | -------------- | ------ |
| Oro    | Sonja Henie        | Noruega        |        |
| Plata  | Liselotte Landbeck | Austria        |        |
| Bronce | Maribel Vinson     | Estados Unidos |        |

### Parejas
| Puesto | Nombre                             | País    | Puntos |
| ------ | ---------------------------------- | ------- | ------ |
| Oro    | Emilia Rotter / László Szollás     | Hungría |        |
| Plata  | Idi Papez / Karl Zwack             | Austria |        |
| Bronce | Zofja Bilorowna / Tadeusz Kowalski | Polonia |        |

## Medallero
| Núm. | País           | Oro | Plata | Bronce | Total |
| ---- | -------------- | --- | ----- | ------ | ----- |
| 1    | Austria        | 1   | 2     | 0      | 3     |
| 2    | Hungría        | 1   | 1     | 1      | 3     |
| 3    | Noruega        | 1   | 0     | 0      | 1     |
| 4    | Estados Unidos | 0   | 0     | 1      | 1     |
| 4    | Polonia        | 0   | 0     | 1      | 1     |
|      | TOTAL          | 3   | 3     | 3      | 9     |